# Соловйова Людмила Єгорівна
Людмила Єгорівна Соловйова (нар. 28 березня 1947, місто Сталіно, тепер Донецьк Донецької області) — українська радянська діячка, вчителька російської мови і літератури Донецької середньої школи № 95, Донецького ліцею «Коллеж». Депутат Верховної Ради УРСР 9—10-го скликань.

## Життєпис
З 1965 року — помічник кіномеханіка, старша піонервожата.
У 1972 році закінчила Донецький державний університет, за спеціальністю — філолог, викладач російської мови та літератури.
З 1972 року — вчителька російської мови і літератури Донецької середньої школи № 95.
Член КПРС з 1977 року.
З 2000 року — заступник директора з виховної роботи, з 2014 року — вчителька російської мови і літератури Донецького ліцею «Коллеж». Керівник методичного об'єднання вчителів російської мови і літератури навчальних закладів міського підпорядкування міста Донецька у ДНР.
Проживає в місті Донецьку.

## Нагороди
- орден «Знак Пошани» (1986)
- заслужений вчитель України (2009)
- медалі